# Elezioni comunali in Calabria del 1999
Le elezioni comunali in Calabria del 1999 si tennero il 13 giugno (con ballottaggio il 27 giugno).

## Provincia di Cosenza

### Montalto Uffugo
| Candidati                       | Candidati                   | II turno                | II turno                | I turno | I turno | Liste                               | Voti  | %     | Seggi |
| Candidati                       | Candidati                   | Voti                    | %                       | Voti    | %       | Liste                               | Voti  | %     | Seggi |
| ------------------------------- | --------------------------- | ----------------------- | ----------------------- | ------- | ------- | ----------------------------------- | ----- | ----- | ----- |
|                                 | Francesco Saullo ✔️ Sindaco | 4 548                   | 56,43                   | 3 149   | 36,67   | Democratici di Sinistra             | 1 104 | 13,45 | 4     |
| Lista civica di centro-sinistra | Francesco Saullo ✔️ Sindaco | 4 548                   | 56,43                   | 3 149   | 36,67   | 694                                 | 8,46  | 3     |       |
| Partito Popolare Italiano       | Francesco Saullo ✔️ Sindaco | 4 548                   | 56,43                   | 3 149   | 36,67   | 669                                 | 8,15  | 2     |       |
| Centro                          | Francesco Saullo ✔️ Sindaco | 4 548                   | 56,43                   | 3 149   | 36,67   | 333                                 | 4,06  | 1     |       |
| Rinnovamento Italiano           | Francesco Saullo ✔️ Sindaco | 4 548                   | 56,43                   | 3 149   | 36,67   | 246                                 | 3,00  | 1     |       |
|                                 | Giovanni Maria Marrelli     | 3 511                   | 43,57                   | 3 100   | 36,10   | Centro                              | 1 291 | 15,73 | 3     |
| Alleanza Nazionale              | Giovanni Maria Marrelli     | 3 511                   | 43,57                   | 3 100   | 36,10   | 727                                 | 8,86  | 1     |       |
| Centro Cristiano Democratico    | Giovanni Maria Marrelli     | 3 511                   | 43,57                   | 3 100   | 36,10   | 534                                 | 6,51  | 1     |       |
| UDEUR                           | Giovanni Maria Marrelli     | 3 511                   | 43,57                   | 3 100   | 36,10   | 421                                 | 5,13  | –     |       |
| Seggio di coalizione            | Seggio di coalizione        | Seggio di coalizione    | 43,57                   | 3 100   | 36,10   | 1                                   |       |       |       |
|                                 | Vittorio Terenzio Tocci     | Vittorio Terenzio Tocci | Vittorio Terenzio Tocci | 1 268   | 14,76   | Forza Italia (B)                    | 596   | 7,26  | 1     |
| Centro (A)                      | Vittorio Terenzio Tocci     | Vittorio Terenzio Tocci | Vittorio Terenzio Tocci | 1 268   | 14,76   | 378                                 | 4,61  | –     |       |
| Patto Segni                     | Vittorio Terenzio Tocci     | Vittorio Terenzio Tocci | Vittorio Terenzio Tocci | 1 268   | 14,76   | 120                                 | 1,46  | –     |       |
| Seggio di coalizione            | Seggio di coalizione        | Seggio di coalizione    | Vittorio Terenzio Tocci | 1 268   | 14,76   | 1                                   |       |       |       |
|                                 | Paolo De Napoli             | Paolo De Napoli         | Paolo De Napoli         | 772     | 8,99    | Socialisti Democratici Italiani (B) | 817   | 9,96  | –     |
| Seggio di coalizione            | Seggio di coalizione        | Seggio di coalizione    | Paolo De Napoli         | 772     | 8,99    | 1                                   |       |       |       |
|                                 | Giovanni Franco Donato      | Giovanni Franco Donato  | Giovanni Franco Donato  | 203     | 2,36    | Centro                              | 184   | 2,24  | –     |
|                                 | Ercole Prete                | Ercole Prete            | Ercole Prete            | 96      | 1,12    | Rifondazione Comunista              | 92    | 1,12  | –     |
| Totale                          | Totale                      | 8 059                   | 100                     | 8 588   | 100     |                                     | 8 206 | 100   | 20    |
|                                 |                             |                         |                         |         |         |                                     |       |       |       |
| Fonte: Ministero dell'interno   |                             |                         |                         |         |         |                                     |       |       |       |

### Rende
| Candidati                        | Candidati                           | II turno                            | II turno                            | I turno | I turno | Liste                           | Voti   | %     | Seggi |
| Candidati                        | Candidati                           | Voti                                | %                                   | Voti    | %       | Liste                           | Voti   | %     | Seggi |
| -------------------------------- | ----------------------------------- | ----------------------------------- | ----------------------------------- | ------- | ------- | ------------------------------- | ------ | ----- | ----- |
|                                  | Sandro Principe ✔️ Sindaco          | 9 226                               | 51,06                               | 9 868   | 49,16   | Lista civica di centro-sinistra | 2 546  | 13,32 | 5     |
| Socialisti Democratici Italiani  | Sandro Principe ✔️ Sindaco          | 9 226                               | 51,06                               | 9 868   | 49,16   | 2 364                           | 12,37  | 4     |       |
| Partito Socialista               | Sandro Principe ✔️ Sindaco          | 9 226                               | 51,06                               | 9 868   | 49,16   | 1 900                           | 9,94   | 3     |       |
| Democratici di Sinistra          | Sandro Principe ✔️ Sindaco          | 9 226                               | 51,06                               | 9 868   | 49,16   | 1 506                           | 7,88   | 2     |       |
| Partito Popolare Italiano        | Sandro Principe ✔️ Sindaco          | 9 226                               | 51,06                               | 9 868   | 49,16   | 1 107                           | 5,79   | 2     |       |
| Federazione dei Verdi            | Sandro Principe ✔️ Sindaco          | 9 226                               | 51,06                               | 9 868   | 49,16   | 547                             | 2,86   | 1     |       |
| Rinnovamento Italiano            | Sandro Principe ✔️ Sindaco          | 9 226                               | 51,06                               | 9 868   | 49,16   | 536                             | 2,80   | 1     |       |
| Lista civica di centro-sinistra  | Sandro Principe ✔️ Sindaco          | 9 226                               | 51,06                               | 9 868   | 49,16   | 180                             | 0,94   | –     |       |
| Comunisti Italiani               | Sandro Principe ✔️ Sindaco          | 9 226                               | 51,06                               | 9 868   | 49,16   | 134                             | 0,70   | –     |       |
|                                  | Francesco Casciaro                  | 8 842                               | 48,94                               | 5 678   | 28,29   | Forza Italia                    | 2 131  | 11,15 | 3     |
| Lista Civica                     | Francesco Casciaro                  | 8 842                               | 48,94                               | 5 678   | 28,29   | 1 102                           | 5,77   | 2     |       |
| Cento                            | Francesco Casciaro                  | 8 842                               | 48,94                               | 5 678   | 28,29   | 790                             | 4,13   | 1     |       |
| Impegno Democratico              | Francesco Casciaro                  | 8 842                               | 48,94                               | 5 678   | 28,29   | 763                             | 3,99   | 1     |       |
| Lista Civica                     | Francesco Casciaro                  | 8 842                               | 48,94                               | 5 678   | 28,29   | 175                             | 0,92   | –     |       |
| Lista civica di centro-destra    | Francesco Casciaro                  | 8 842                               | 48,94                               | 5 678   | 28,29   | 132                             | 0,69   | –     |       |
| Seggio di coalizione             | Seggio di coalizione                | Seggio di coalizione                | 48,94                               | 5 678   | 28,29   | 1                               |        |       |       |
|                                  | Rosario Francesco Antonio Mirabelli | Rosario Francesco Antonio Mirabelli | Rosario Francesco Antonio Mirabelli | 3 828   | 19,07   | Alleanza Nazionale (A)          | 1 879  | 9,83  | 3     |
| Centro Cristiano Democratico (A) | Rosario Francesco Antonio Mirabelli | Rosario Francesco Antonio Mirabelli | Rosario Francesco Antonio Mirabelli | 3 828   | 19,07   | 366                             | 1,92   | –     |       |
| Destra (A)                       | Rosario Francesco Antonio Mirabelli | Rosario Francesco Antonio Mirabelli | Rosario Francesco Antonio Mirabelli | 3 828   | 19,07   | 316                             | 1,65   | –     |       |
| Patto Segni (A)                  | Rosario Francesco Antonio Mirabelli | Rosario Francesco Antonio Mirabelli | Rosario Francesco Antonio Mirabelli | 3 828   | 19,07   | 161                             | 0,84   | –     |       |
| Seggio di coalizione             | Seggio di coalizione                | Seggio di coalizione                | Rosario Francesco Antonio Mirabelli | 3 828   | 19,07   | 1                               |        |       |       |
|                                  | Antonio Mondera                     | Antonio Mondera                     | Antonio Mondera                     | 389     | 1,94    | Lista Civica                    | 273    | 1,43  | –     |
|                                  | Elio Corrente                       | Elio Corrente                       | Elio Corrente                       | 310     | 1,54    | Rifondazione Comunista          | 201    | 1,05  | –     |
| Totale                           | Totale                              | 18 068                              | 100                                 | 20 073  | 100     |                                 | 19 109 | 100   | 30    |
|                                  |                                     |                                     |                                     |         |         |                                 |        |       |       |
| Fonte: Ministero dell'interno    |                                     |                                     |                                     |         |         |                                 |        |       |       |